# Picerno
Picerno es un municipio italiano que tiene 6.192 habitantes de la provincia de Potenza.

## Evolución demográfica
| Gráfica de evolución demográfica de Picerno entre 1861 y 2001 |
|                                                               |
| Fuente ISTAT - elaboración gráfica de Wikipedia               |

## Transportes

### Aeropuerto
El aeropuerto más cercanos es el de Nápoles.

### Conexiones viales
La conexión vial principal es la autopista Salerno-Potenza y tiene una salida justo en Picerno.

### Conexiones ferroviarias
En Picerno hay una estación de ferrocarril de la línea Nápoles-Salerno-Potenza-Taranto.

### Transportes urbanos
En Picerno hay líneas de buses que unen el pueblo a Potenza. 
- Datos: Q52634
- Multimedia: Picerno / Q52634

1. ↑  Worldpostalcodes.org, código postal n.º 85055.
2. ↑  «Codici Catastali». Comuni-italiani.it (en italiano). Consultado el 29 de abril de 2017.